# Eva Svenby
Eva Svenby, née le 11 juin 1969 à Lund, est une joueuse de squash représentant la Suède. Elle atteint en mars 1982 la 12e place mondiale sur le circuit international, son meilleur classement. Elle est neuf fois championne de Suède de 1988 à 1998, un record.

## Biographie
Dès sa plus jeune enfance, elle pratique des sports de balle comme le badminton avant d'opter à l'âge de 13 ans pour le squash. Elle remporte alors tous les titres de championne de Suède chez les jeunes, faisant même le doublé junior-senior en 1988.

## Palmarès

### Titres
- Championnats de Suède : 9 titres (1988-1989, 1991-1998)